# Nevolice
Nevolice település Csehországban, a Domažlicei járásban. Nevolice Stráž, Tlumačov és Domažlice településekkel határos. Lakosainak száma 195 fő (2024. január 1.).

## Népesség
A település lakosságának változását az alábbi diagram mutatja:
| Lakosok száma | 258  | 209  | 262  | 198  | 152  | 169  | 195  | 184  | 176  | 195  |
|               | 1869 | 1900 | 1921 | 1961 | 1980 | 2011 | 2016 | 2019 | 2021 | 2024 |